# Omega Gyülekezetek Hálózata
Az Omega Gyülekezetek Hálózata 2004-ben, Magyarországon alapított keresztény közösség, mely a pünkösdi-karizmatikus mozgalom egyik képviselője. 2025-ben ismét elnyerte az államilag elismert egyházi státuszt.

## Története
A mintegy 100 éve működő pünkösdi-karizmatikus mozgalom tagjai szerte a világon vallják, hogy a Szent Szellem jelenléte ma is a Bibliában leírt módon tapasztalható meg. Az Egyesült Államokban, 1900-ban történt Szent Szellem-keresztségek első tanúi néhány évvel később Magyarországon is megjelentek, és bizonyságtételük nyomán a pünkösdi-karizmatikus mozgalom első csírái országunkban is megmutatkoztak. Ma a világon több mint hatszáz millióan tartoznak ebbe a protestáns megújulási mozgalomba. A pünkösdi-karizmatikus ébredés szellemi gyökerei a Szentírásban leírt (az Apostolok Cselekedeteiben) jeruzsálemi pünkösdi eseményekhez nyúlnak vissza.
Az Omega-látás a péceli Kármel Gyülekezetben bontakozott ki, ahol több gyülekezetplántálási munka indult el. Az újonnan plántált gyülekezetek közösségét nevezik Omega Hálózatnak. Jelenleg az Omega Hálózat több mint 30 helyszínen építi Isten országát sok száz taggal.
A helyi gyülekezetekben az evangélium örök érvényű üzenete jól érthető mai nyelvezettel és korunk zenéjével szól a ma emberéhez. A hétvégi istentiszteletek nyitottak és az ember problémáinak megoldására fókuszálnak. A hétközi alkalmak kisebb csoportokban zajlanak, tematikusak vagy korcsoportokra bontottak. Hét közben kapnak helyet a képzések, illetve fiataloknak és gyermekeknek szóló rendezvények.
Az Omega Hálózat gyülekezeteit a bibliai minta alapján pásztor és presbitérium vezeti, akik a közösség szellemi elöljárói és befedezői.

## Szervezeti felépítése

### Gyülekezetek hálózata
A Hálózat gyülekezetei közötti szoros és hűséges együttmunkálkodás teszi lehetővé a Hálózat küldetésének betöltését, a célok elérését.
A helyi gyülekezet az emberekért van, a Hálózat pedig a helyi gyülekezetekért! A hálózati szolgálók, vezetők segítik a helyi gyülekezeteket a missziós parancs betöltésében.

### Apostoli vezetés
A hálózat vezetése apostoli csapat által működik, ahol a csapat tagjainak összetétele révén különféle szolgálati ajándékok vannak jelen. A csapat tagjai együtt, közösen biztosítják az egységes szellemi vezetést, felügyeletet és védelmet, valamint folyamatosan segítik a gyülekezetek egészséges fejlődését!
Az apostoli csapat első számú felelőse az apostoli szolgáló. Az apostoli vezetés teokratikus, bibliai alapelvek szerint működik, engedelmeskedve Isten Igéjének és a Szent Szellem vezetésének.
Mit jelent az apostoli-prófétai vezetés?
E vezetési forma törekszik visszatérni a bibliai mintához: apostoli-prófétai felügyelettel, pásztori gondoskodással és a többi szolgálati ajándék közreműködésével építi fel a gyülekezeteket.
Az apostoli szolgálat feladata az igei alapok lefektetése, a vezetők szolgálatba állítása és képzése, a kulcsemberek megtalálása és az új utak felszabadítása. A prófétai szolgálat előhívja az Isten által Jézus Krisztusban az ember számára elkészített örökséget, hirdeti Isten aktuális akaratát. Ez után a pásztori szolgálók veszik át a feladatot, akik az emberekkel foglalkoznak, törődnek velük, lelkigondozzák és lelkileg felépítik őket.
A Hálózat nem egyetlen, nagy gyülekezetet hoz létre, hanem gyülekezeti hálózatot épít. Kisebb, emberléptékű gyülekezeteket formál, hogy a benne lévő tagok aktív tanítványokká, szolgálókká váljanak.

## Hitvallás
Hiszik, hogy a teljes Biblia Szent Szellemtől ihletett, Isten egyedüli írott, csalhatatlan és hiteles kinyilatkoztatása.
Hisznek a Szentháromságban, az Atya Istenben, Fiú Istenben, Szent Szellem Istenben ‒ az Úr Jézus Krisztusban.
Hiszik, hogy Jézus Krisztus földi életében szűztől született a Szent Szellem által, bűntelenül élt, Isten küldetésének eleget tett minden ember helyett történt váltsághalálában, vére által engesztelést szerzett az Atyánál az emberek bűneire,
Hisznek Jézus Krisztus testben való feltámadásában, mennybemenetelében, és hogy most az Atya jobbján van, és visszajön a földre hatalommal és dicsőséggel.
Hisznek a bűnös, elveszett emberek újjászületésének és felnőttkori vízkeresztségének abszolút fontosságában, melyet Jézus Krisztusban való hit által a Szent Szellem végez el.
Hiszik, hogy a bemerítést az Úr Jézus Krisztus rendelte el, az újjászületés és a gyülekezetbe való beépülés pecsétjeként.
Hisznek a Szent Szellem keresztségben, melynek egyik jele a nyelveken szólás, hisznek a szellemi és szolgálati ajándékok működésében a jelen korban.
Hisznek az igazak és bűnösök feltámadásában, hiszik, hogy a megváltottak örök életre, a hamisak az ítélet után az örök kárhozatra jutnak.
Hiszik, hogy Jézus Krisztus az egyház feje, a tagok pedig a test részei, egységben. Krisztusba vetett hitünket és a vele való szövetségünket megerősítjük a rendszeres úrvacsorai közösségben.
Hiszik, hogy a házasságot Isten szerezte, célját meghatározta és megáldotta. A házasság egy férfi és egy nő, Istentől rendelt, szövetségen alapuló természetes életközössége, amely örök életre szól.
Hisznek a keresztyén hitnek a mindennapi életben való gyakorlati alkalmazásában, az emberek felé való szolgálatban az élet minden területén, ami magában foglalja többek között a hitben való nevelést, lelkigondozást, szociális segítségnyújtást.

## Istentiszteletek
Jellegzetességei
Isten dicsérete erőteljes, élő zenével.
Imádkozás.
Isten Igéjének hirdetése és magyarázata.
Törődés a betegekkel és szükségben lévőkkel.
Interaktív tinédzser és gyermekfoglalkozások.
Szolgálat azok felé, akiknek még nincs személyes kapcsolata Istennel.

## A Hálózat kapcsolatai
Az Omega Hálózat jó kapcsolatokat ápol minden bibliai alapon álló élő hitű felekezettel és gyülekezettel, de nem vesz részt olyan ökumenikus törekvésben, ahol nem teljesülnek az isteni feltételek.